# 1922 v loďstvech
Tento článek obsahuje významné události v oblasti loďstev v roce 1922.

## Lodě vstoupivší do služby
- 20. března –  USS Langley (CV-1) – letadlová loď
- 27. prosince –  Hóšó – letadlová loď